# Вовківчики
Вовкі́вчики — село в Україні, у Судилківській сільській територіальній громаді Шепетівського району Хмельницької області. Населення становить 212 осіб. Герб села є промовистим.

## Назва
За  переказами  старожилів   ця горбиста місцевість була вкрита навколо густими мішаними лісами.  В цих лісах водилося чимало звірів,  особливо багато розвелося  вовків, які завдавали великої шкоди господарству селян – нападали на худобу, навіть на людей, тому на загальних зборах села мешканці вирішили організувати облаву на вовків  і зробити їм  «чики – чики» – звідси і назва села Вовківчики  (вовкам  чики – тобто знешкодити).

## Історія
У 1906 році село Шепетівської волості Ізяславського повіту Волинської губернії. Відстань від повітового міста 14 верст, від волості 12. Дворів 87, мешканців 448, майже у кожній родині було від 5 до 11 дітей..
Зі спогадів місцевих мешканців під час голодомору місцеві люди на возах збирали трупи по вулицях. Був один випадок коли напів мертвий чоловік ледве зміг заповзти в двір, щоб його не помітили, в результаті чого він вижив.
Ще у далекому 1940 році під час другої світової війни загинули багато місцевих селян. У багатьох будинках села заселилися німецькі військові, які за словами місцевих дуже добре до них ставилися, навіть давали дітлахам солодощі.

## Населення

### Мова
Розподіл населення за рідною мовою за даними перепису 2001 року:
| Мова       | Кількість | Відсоток |
| ---------- | --------- | -------- |
| українська | 209       | 98.58%   |
| російська  | 2         | 0.94%    |
| вірменська | 1         | 0.48%    |
| Усього     | 212       | 100%     |

| 2001 | 2017 | 2018 | 2019 | 2020 | 2022 | 2023 | 2024 |
| ---- | ---- | ---- | ---- | ---- | ---- | ---- | ---- |
| 212  | 158  | 143  | 121  | 115  | 95   | 78   | 75   |

Станом на 2024 рік в селі проживає 
Чоловіки - 43.Жінки - 32